# Суф'ян ель Баккалі
Суф'ян ель Баккалі (англ. Soufiane El Bakkali, нар. 7 січня 1996) — марокканський легкоатлет, який спеціалузіється в бігу з перешкодами, рекордсмен Марокко, олімпійський чемпіон та чемпіон світу.
На Олімпійських іграх-2016 був четвертим у стипль-чезі.
На світовій першості-2019 в Досі здобув «бронзу» в стипль-чезі.
На Олімпійських іграх 2020, які відбулись у 2021 році в Токіо, Суф'ян ель Баккалі став переможцем ігор у стипль-чезі на 3000 метрів.